# Épithète
Pour le rôle dans l'épopée classique, voir Épithète homérique.
Pour son utilisation dans le nom scientifique des espèces biologiques, voir Épithète spécifique.
 (août 2020).
Si vous disposez d'ouvrages ou d'articles de référence ou si vous connaissez des sites web de qualité traitant du thème abordé ici, merci de compléter l'article en donnant les références utiles à sa vérifiabilité et en les liant à la section « Notes et références ».
Une épithète est un mot ou une locution utilisé au sein d'un syntagme nominal pour en qualifier le noyau. Elle s'oppose à l'attribut, qui est relié au nom à l'aide d'un verbe, soit un verbe d'état (la maison est blanche) ou un verbe faisant fonction de verbe d'état (je m'appelle Jean) dans le cas de l'attribut du sujet, soit un verbe de perception ou similaire (je croyais la maison blanche) dans le cas de l'attribut de l'objet. L'épithète se rattache à un nom auquel elle est le plus souvent liée directement, sans préposition. Elle le suit ou le précède immédiatement. L'épithète peut être supprimée sans nuire à la correction de la phrase ni en modifier profondément le sens. Elle donne un supplément d'information. Selon les langues, les épithètes peuvent être des adjectifs, des noms, des locutions adjectivales (comprenant éventuellement un nom) et/ou des locutions nominales.
En anglais, lorsqu'un nom (substantif) est utilisé (a) comme épithète ou (b) au sein d'une épithète d'un autre nom, le nom épithète devient invariable comme le serait un adjectif : par exemple, on dit (a) « an asteroid family » pour « une famille d'astéroïdes » et non « an *asteroids family », ou encore (b) « a five-year-old boy » pour « un garçon (âgé) de cinq ans » et non « a *five-years-old boy ».

## Exemples
- en français : les jeunes filles, un peintre allemand ;
- en anglais : l'épithète est toujours située avant le nom qu'elle qualifie :
  - adjectif épithète : the young girls, a German painter,
  - nom utilisé comme épithète : an ice cream,
  - locution adjectivale épithète : « a low-German dialect » (« un dialecte bas-allemand »), à distinguer de « a low German dialect » (« un faible dialecte allemand »),
  - locution adjectivale épithète comportant un nom : a five-year-old boy,
  - locution nominale épithète : a hot-ice layer (« une couche de {glace chaude} ») : « hot-ice » est une locution nominale épithète du nom « layer », et « hot » est lui-même un adjectif épithète du nom « ice » au sein de la locution nominale : c'est la glace qui est chaude, et la couche est composée de cette glace. À comparer à « hot ice layer » (sans trait d'union entre « hot » et « ice »), où « hot » et « ice » sont tous les deux des épithètes (un adjectif épithète et un nom épithète respectivement) du nom « layer » : cette fois-ci, c'est la couche qui est à la fois chaude et composée de glace ;
- en suédois : de unga flickorna (« les jeunes filles ») ;
- en allemand :
  - der süße Hund (« le gentil chien ») : précédé d’un article défini, l’adjectif épithète est suffixé d’un « -e »,
  - ein süßer Hund (« un gentil chien ») ou süßer Hund (« gentil chien ») : précédé d’un article indéfini ou sans article, l’adjectif épithète suit la déclinaison des articles définis allemands.

## Pages connexes
- Épiclèse (Antiquité)